# Lamicho

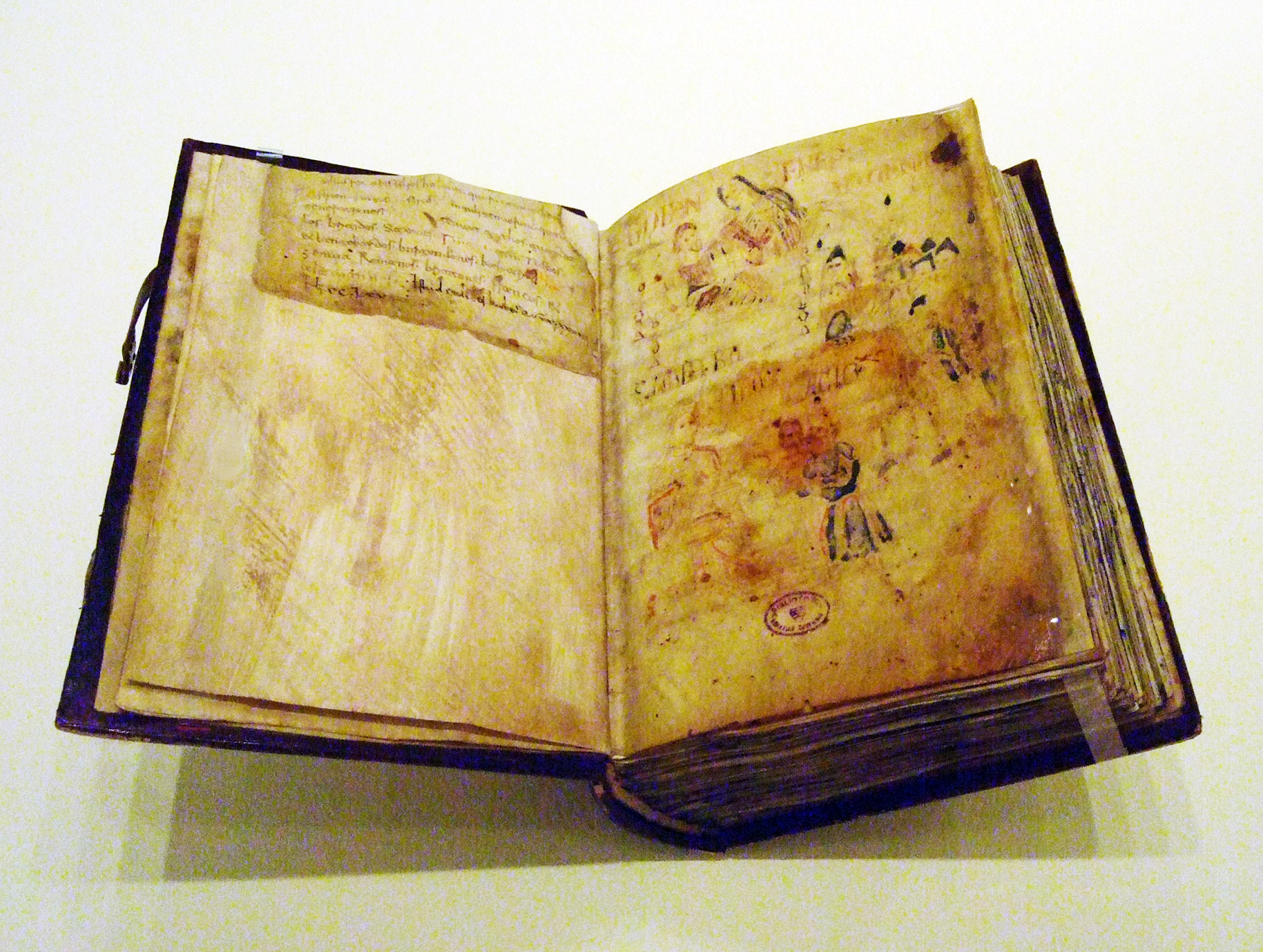
Origo gentis Langobardorum

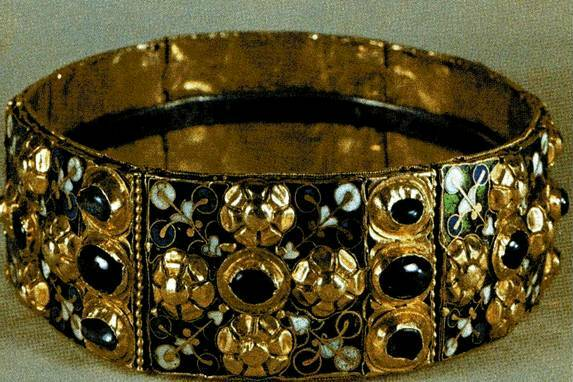
Kovová královská koruna Langobardů

Lamicho také Lamissio, Lamissone (? – 5. století?) byl v první polovině 5. století králem germánského kmene Langobardů. Byl nevlastním synem krále Agelmunda.
Langobardi v období stěhování národů migrovali podél řeky Labe od Baltu na jih, na území, které nazvali Scatenauge. Na další cestě po Labi dospěli na území Patespruna a pak na území dnešních Čech. Langobardy zmínil již římský historik Cornelius Tacitus ve svém etnografickém díle Germania, kde je popisuje jako kvalifikované válečníky.
Podle knihy History of the Lombards Paula Deacona byl Lamicho synem prostitutky, která porodila sedm synů, které hodila do rybníka, kde je nechala zemřít. Langobardský král Agelmund jedno dítě zachránil tím, že natáhl kopí, kterého se dítě chytilo. Zachráněnému chlapci dal jméno Lamicho, kterého dal na výchovu. Již sám autor Paul Deacon potvrdil, že na tomto příběhu není pravděpodobně vše pravdivé.
Lamicho se vyznamenal v bojích s Huny na území bývalé římské provincie Noricum na středním Dunaji. Král Agelmund byl v těchto bojích zavražděn či padl a jeho dcera byla unesena do otroctví. V této složité situaci na trůn dosedl Lamicho, který dokázal zvrátit konflikt a nad Huny zvítězit, čímž zajistil Langobardům nezávislost a identitu.
Následníkem Lamicha na trůnu Langobardů byl král Lethu. Agelmund, Lamicho a i jejich následovníci jsou historické postavy z počátku 5. století, ale pro malé množství historických zdrojů jsou jejich životy, činy i původ do značné míry fiktivní.